# Бронзовая птица (повесть)
«Бро́нзовая пти́ца» — повесть Анатолия Рыбакова 1956 года, «легендарный детский триллер», вторая книга трилогии «Кортик» — «Бронзовая птица» — «Выстрел».
Книга переведена на множество языков, одноимённая экранизация произведения вышла в 1974 году.
Исторический фон книги — первые годы Советской республики, гражданская война, голод в Поволжье, борьба с беспризорностью. Раскрытие Мишей Поляковым и его друзьями Генкой Петровым и Славой Эльдаровым тайны бронзовой статуи птицы, находящейся в помещичьем доме, помогает оправдать Николая Рыбалина и разоблачить графа Карагаева.
Как пишет С. Иванов в своей рецензии, напечатанной вместе с «Кортиком» и «Бронзовой птицей» в изданиях серии «Библиотека приключений», успех обеих повестей объясняется не только описанием захватывающих приключений и напряжением, в котором автор держит читателя с первой и до последней страницы, но и раскрытием характеров героев книги, показом их мыслей и чувств.

## Экранизации
- Бронзовая птица (1974) — фильм режиссёра Николая Калинина.